# Nice-Annot-Nice
Nice-Annot-Nice est une ancienne course cycliste française disputée de 1909 à 1956 entre Nice (Alpes-Maritimes) et Annot (Alpes-de-Haute-Provence) en région Provence-Alpes-Côte d'Azur.

## Palmarès
| Année | Vainqueur            | Deuxième             | Troisième           |
| ----- | -------------------- | -------------------- | ------------------- |
| 1909  | Pierre Davico        | Eugène Décugis       | Léon Caprino        |
| 1910  | Henri Ferrara        | Adrien Alpini        | Celidonio Morini    |
| 1911  | Jean Novo            | Celidonio Morini     | Louis Gabba         |
| 1912  | Jean Novo            | Louis Gabba          | Marius Villette     |
| 1913  | Aldo Bettini (it)    | Eugène Décugis       | Jean Novo           |
| 1918  | Napoléon Paoli       | Camille Botté        | Juan Arbona         |
| 1919  | Ernest Paul          | Henri Ferrara        | Julien Gabory       |
| 1920  | Noël Amenc           | Henri Ferrara        | Louis Gabba         |
| 1921  | Henri Ferrara        | Giovanni Bassi       | Filippo Figliati    |
| 1922  | Paul Broccardo       | Henri Ferrara        | Honoré Seasseau     |
| 1923  | François Urago       | Second Ganora        | Marcel Mijno        |
| 1924  | Alfredo Binda        | François Urago       | Ottorino Di Lazzaro |
| 1925  | Louis Gras           | Adrien Allibert      | Paul Broccardo      |
| 1926  | Joseph Curtel        | Antoine Ciccione     | Paul Broccardo      |
| 1927  | Sébastien Piccardo   | Embareck Fliffel     | Louis Minardi       |
| 1928  | Sébastien Piccardo   | Louis Gras           | Antoine Ciccione    |
| 1929  | Sébastien Piccardo   | Adrien Buttafocchi   | Felice Picardo      |
| 1930  | Gaspard Rinaldi      | Louis Gras           | Alfredo Magnani     |
| 1931  | Louis Gras           | Adrien Buttafocchi   | Fernand Fayolle     |
| 1932  | Adrien Buttafocchi   | Auguste Monciero     | Gaspard Rinaldi     |
| 1933  | Louis Aimar          | René Vietto          | Sébastien Piccardo  |
| 1934  | Raoul Lesueur        | Marco Giuntelli (it) | Antoine Arnaldi     |
| 1935  | Alfred Weck          | Antoine Arnaldi      | Fernand Fayolle     |
| 1936  | Antoine Arnaldi      | Joseph Magnani       | Jean Malaval        |
| 1937  | Joseph Magnani       | Antoine Arnaldi      | Sylvère Jezo        |
| 1938  | Fermo Camellini      | Joseph Magnani       | Louis Aimar         |
| 1941  | Fermo Camellini      |                      |                     |
| 1954  | Armand Di Caro       | Lucien Fliffel       | Remo Pianezzi       |
| 1955  | Lucien Fliffel       | Marcellin Ferri      | Guido Carlesi       |
| 1956  | Gianbattista Gabelli | Bruno Umidio         | Luigi Zaimbro       |